# دیوید روزنال
دیوید روزنال (انگلیسی: David Rozehnal؛ زادهٔ ۵ ژوئیهٔ ۱۹۸۰) یک بازیکن فوتبال اهل جمهوری چک است.
وی همچنین در تیم ملی فوتبال جمهوری چک بازی کرده‌است.